# انوادرو کارلوس اسکاردالتی
انوادرو کارلوس اسکاردالتی (به پرتغالی: Evandro Carlos Escardalete) مهاجم اهل برزیل است که در شهر سائوپائولو و در تاریخ ۱۲ فوریهٔ ۱۹۷۴ به دنیا آمده‌است.
انوادرو کارلوس اسکاردالتی در تیم‌های فوتبال Taubaté سابقهٔ حضور دارد.